# Podenzano
Podenzano är en ort och kommun i provinsen Piacenza i regionen Emilia-Romagna i Italien. Kommunen hade 9 114 invånare (2018).